# Fáraó (együttes)
A Fáraó hard-rock együttest 1985-ben alapította Gidófalvy Attila és Kiss Zoltán.

## A Zenekar története
A Fáraó létrehozása  a Karthago feloszlása (illetve a zenészek szerint csak szüneteltetése) után történt. A Fáraó dallamos, melodikus heavy metalt játszott. 1986-ban jelent meg első és egyetlen kislemezük (Elég volt / Állj mellém). A Fáraó megszűnése után Gidófalvy Attila 1987 elején csatlakozott a Lord együtteshez, akit 1989-ben Gyurik Lajos is követett.
A Fáraó 2007 február elején a Rock Aréna rendezvényen lépett fel újra. 2015. március 27-én a Barba Negrában adott Lorddal közös koncerttel újjáalakult a Fáraó (együttes). Az együttes több klubkoncertet adott a városliget melletti Backstage Pubban, továbbá fellépett a Mindenki menjen a Pecsába!,és a Rock On Fest fesztiválokon is.
A zenekar első albuma a megalakulása után 30 évvel, 2015-ben jelent meg. 30 év után megjelent az együttes lemeze Miénk a Rock and Roll címmel, a Hammer Records gondozásában. A három alapító tag (Gidófalvy Attila és Gyurik Lajos Lord-tagok, valamint Kiss Zoltán Zéro a Karthagóból) mellett Kelemen Tamás játszik gitáron az elhunyt Terstyánszky Károly helyett, továbbá a koncerteken ifj. Gidófalvy Attila erősíti a zenei alapokat.
2018-ban Gyurik Lajos egyeztetési problémák miatt kilép, helyét Világi Zoltán  (Power. Keepers of Jericho) veszi át. 2021-ben Világi a Lordba igazol át, Gyurik Lajos helyére.

## Tagok
Jelenlegi tagok:
- Gidófalvy Attila „Gidó"   – ének, gitár, billentyűs hangszerek (1985–87, 2007, 2015–)
- Kiss Zoltán Zéro – basszusgitár, ének, vokál (1985–87, 2007, 2015–)
- Kelemen Tamás „Kele" – gitár, vokál (2007, 2015–)
- Ifj. Gidófalvy Attila – gitár (2015–)
- Balog Imre “Kacsa”– dob (2024–)

Egykori tagok:
- Terstyánszky Károly †  – gitár (1985–86)
- Borhidi Miklós – gitár (1986–87)
- Gáspár János „Gazsi” – dob (1986–87)
- Vértes Attila – ének  (1986-87)
- Gyurik Lajos „Loui” – dob, vokál (1985–86, 2007, 2015–2018)
- Világi Zoltán – dob (2018–2024)

## Diszkográfia
- Elég volt – 3:36 / Állj mellém – 3:32 (Kislemez, 1986, Pepita-SPS 70708 – Stereo felvétel, újra kiadva Gidófalvy Attila Tízparancsolat című szólóalbumán 1990-ben és 2002-ben)
- Miénk a Rock And Roll – (Stúdióalbum, 2015, Hammer Records)